# Bangladesh i olympiska sommarspelen 2020
Bangladesh deltog med en trupp på sex idrottare vid de olympiska sommarspelen 2020 i Tokyo som hölls mellan den 23 juli och 8 augusti 2021 efter att ha blivit framflyttad ett år på grund av coronaviruspandemin. Det var 10:e raka sommar-OS som Bangladesh deltog vid. Ingen av landets deltagare erövrade någon medalj.

## Bågskytte
| Idrottare                 | Gren                   | Rankningsomgång | Rankningsomgång | 32-delsfinal             | Sextondelsfinal      | Åttondelsfinal       | Kvartsfinal          | Semifinal            | Final / BM           | Final / BM       |
| Idrottare                 | Gren                   | Poäng           | Placering       | Motståndare Resultat     | Motståndare Resultat | Motståndare Resultat | Motståndare Resultat | Motståndare Resultat | Motståndare Resultat | Placering        |
| ------------------------- | ---------------------- | --------------- | --------------- | ------------------------ | -------------------- | -------------------- | -------------------- | -------------------- | -------------------- | ---------------- |
| Ruman Shana               | Herrarnas individuella | 662             | 17              | Hall (GBR) W 7–3         | Duenas (CAN) L 4–6   | Gick inte vidare     | Gick inte vidare     | Gick inte vidare     | Gick inte vidare     | Gick inte vidare |
| Diya Siddique             | Damernas individuella  | 635             | 36              | Dziominskaya (BLR) L 5–6 | Gick inte vidare     | Gick inte vidare     | Gick inte vidare     | Gick inte vidare     | Gick inte vidare     | Gick inte vidare |
| Ruman Shana Diya Siddique | Mixedlag               | 1297            | 16              | —                        | —                    | Sydkorea L 0–6       | Gick inte vidare     | Gick inte vidare     | Gick inte vidare     | Gick inte vidare |

## Friidrott
Förkortningar
- Notera– Placeringar avser endast det specifika heatet.
- Q = Tog sig vidare till nästa omgång
- q = Tog sig vidare till nästa omgång som den snabbaste förloraren eller, i teknikgrenarna, genom placering utan att nå kvalgränsen
- i.u. = Omgången fanns inte i grenen
- Bye = Idrottaren behövde inte tävla i omgången

Gång- och löpgrenar
| Idrottare             | Gren            | Heat  | Heat      | Semifinal        | Semifinal        | Final            | Final            |
| Idrottare             | Gren            | Tid   | Placering | Tid              | Placering        | Tid              | Placering        |
| --------------------- | --------------- | ----- | --------- | ---------------- | ---------------- | ---------------- | ---------------- |
| Mohammad Jahir Rayhan | Herrarnas 400 m | 48,29 | 8         | Gick inte vidare | Gick inte vidare | Gick inte vidare | Gick inte vidare |

## Simning
| Idrottare             | Gren                  | Heat  | Heat      | Semifinal        | Semifinal        | Final            | Final            |
| Idrottare             | Gren                  | Tid   | Placering | Tid              | Placering        | Tid              | Placering        |
| --------------------- | --------------------- | ----- | --------- | ---------------- | ---------------- | ---------------- | ---------------- |
| Mohammed Ariful Islam | Herrarnas 50 m frisim | 24,81 | 51        | Gick inte vidare | Gick inte vidare | Gick inte vidare | Gick inte vidare |
| Junayna Ahmed         | Damernas 50 m frisim  | 29,78 | 68        | Gick inte vidare | Gick inte vidare | Gick inte vidare | Gick inte vidare |

## Skytte
| Idrottare         | Gren                     | Kval  | Kval      | Final            | Final            |
| Idrottare         | Gren                     | Poäng | Placering | Poäng            | Placering        |
| ----------------- | ------------------------ | ----- | --------- | ---------------- | ---------------- |
| Abdullah Hel Baki | Herrarnas 10 m luftgevär | 619,8 | 41        | Gick inte vidare | Gick inte vidare |